# Face Everything and Rise
«Face Everything and Rise» es una canción de la banda de rock estadounidense Papa Roach. Sirvió como el primer sencillo del séptimo álbum de estudio de la banda F.E.A.R. La canción fue lanzada el 4 de noviembre de 2014, y alcanzó el número 1 en el Mainstream Rock Tracks.

## Vídeo musical
El vídeo musical fue lanzado para la canción en YouTube el 4 de noviembre de 2014.

## Listado de canciones
| N.º | Título                     | Duración |  |
| 1.  | «Face Everything and Rise» | 3:11     |  |

## Posicionamiento
| País                   | Lista (2015) | Mejor posición |
| ---------------------- | ------------ | -------------- |
| Estados Unidos         |              |                |
| Mainstream Rock Tracks | 1            |                |

## Personal
- Jacoby Shaddix – Vocalista
- Jerry Horton – Guitarra principal, coros
- Tobin Esperance – Bajo, coros
- Tony Palermo – Batería, coros